# Georg Friedrich Baumgärtel
Georg Friedrich Baumgärtel (* 8. September 1760 in Leipzig; † 12. März 1840 ebenda) war ein deutscher Pädagoge.

## Leben
Georg Friedrich Baumgärtel wurde als Sohn des Finanzsensal (Makler) Johann Baumgärtel geboren.
Seinen ersten Unterricht erhielt er bei Hauslehrern und besuchte von 1772 bis 1779 die Thomasschule in Leipzig bei Rektor Johann Friedrich Fischer. 1779 begann er ein Philosophie-Studium an der Universität Leipzig und hörte Vorlesungen bei Christian Gottlieb Seydlitz und Ernst Platner, Geschichte bei Friedrich August Wilhelm Wenck, bei August Wilhelm Ernesti, Friedrich Wolfgang Reiz, Christian Daniel Beck und Albert Forbiger (alte Sprachen und Literatur) sowie bei Johann Friedrich Burscher, Johann Gottfried Körner; Samuel Friedrich Nathanael Morus (Theologie). Bei diesen Studien erhielt er die Unterstützung des Leipziger Magistrats sowie von Professor Seydlitz. Am 10. Februar 1785 wurde er zum Magister und zum Doktor der Philosophie ernannt.
Nachdem Johann Georg Rosenmüller aus Gießen 1785 die Nachfolge des verstorbenen Superintendenten Johann Gottfried Körner in Leipzig antrat, wurde Georg Friedrich Baumgärtel dessen Amanuensis und der Hauslehrer von dessen viertem Sohn Philipp (1775–1844).
Auf Empfehlung vom Superintendenten Rosenmüller erhielt er 1792 bei der Errichtung der Ratsfreischule eine Anstellung als Lehrer, dort war er bis 1797 tätig. Anschließend kam er als fünfter Kollege und „Baccalaureus funerum“ an die Thomasschule. 1799 wurde er zusätzlich Lehrer an der vom Buchhändler Johann Wendler gestifteten Armenschule.
Wegen seines hohen Alters wurde Georg Friedrich Baumgärtel am 1. November 1831 unter Beibehaltung seines vollen Gehaltes an der Thomasschule und zu Ostern 1832 an der „Wendler'schen Freischule“ auch mit Pension in den Ruhestand versetzt.
1835 beging er noch sein fünfzigjähriges Jubiläum.

## Werke
- Die Briefe des Apostels Petri. Leipzig, 1788.
- Georg Fr. Baumgärtel gewidmet von seinen Kindern in Hamburg, Glaucha und Leipzig. Leipzig 1835.
- Carl Heinrich Adelbert Lipsius; Georg Friedrich Baumgärtel: Georg Friedrich Baumgärtel dargebracht. Leipzig, 1835.